# Конкистадор
Конкистадори или конквистадори (шп. conquistador — освајач) назив је за шпанске војнике, истраживаче и авантуристе, који су освојили велики део Америке и ставили под шпанску колонијалну власт током 16. века, што доводи до стварања вицекраљевстава и капетанија. Тај период у историји америчког континента, који је познат под именом конкиста (шп. conquista освајање), није трајао ни цео век. Конкиста је званично укинута 1573. године и термин замењен речју пацификација.
Прво шпанско освајање је било освајање острва Хиспаниоле (Хаити и Доминиканска Република). Одатле је Хуан Понсе де Леон освојио Порторико, а Дијего Веласкез де Куељар Кубу. Прво насеље се звало Даријен и основао га је Васко Нуњез де Балбоа у Панами, 1512. Пошто на Карибима нису нашли злато ни зачине, конкистадори су кренули у даља истраживања.
Између 1520. и 1521. Ернан Кортес је уз помоћ домородачких савезника освојио државу Астека. Мексико је постало шпанска колонија Нова Шпанија. Подједнако значајно је било освајање државе Инка, које је извео Франсиско Пизаро. 
Приче о златним градовима ("Елдорадо") биле су инспирација за многе походе. Огромна количина злата коју је цар Инка Атауалпа платио Франсиску Пизару пребачена је у Шпанију и помогла је да се финансирају многе конкистадорске експедиције, као и други ратови које су водили шпански краљеви, као на пример у Фландрији. Шпански Хабзбурзи су добијали краљевски удео у сваком освајању, а то је била једна петина блага. Након отварања рудника сребра у Потосију шпанска круна је имала стални доток огромне количине сребра и злата. Економија саме Шпаније се запуштала, а долазак сребра и злата изазива инфлацију у Шпанији, што је уназадило домаћу економију и било узрок почетка опадања шпанске империје.

## Фактори успеха и пораза конкистадора
Освајањима конкистадора умногоме су ишле на руку заразне болести које су донесене из Европе а које до тада нису постојале на америчком континенту (као на пример вирус грипа), те је домородачко становништво масовно умирало од епидемија грипа јер њихова тела нису била имуна на вирус. Епидемије су често буквално збрисале читаве народе.
У војном погледу, предност конкистадора се огледала такође и у поседовању ватреног оружја и челика. С друге стране, домороци су били бројчано надмоћнији, и углавном су водили одбрамбене ратове, то јест, борили су се да би сачували своју слободу, што је много пута био одлучујући фактор у поразу конкистадора.
Било је уобичајено да у свим окршајима између конкистадора и домородаца број Шпанаца никад не прелази 2% од броја домородаца, међутим, конкистадори су често склапали савезе са непријатељским племенима и на тај начин стварали бројно надмоћније војске. Војска са којом је Кортес напао Теночтитлан била је састављена од 200.000 војника, од којих су Шпанци чинили мање од 1%.
Многе аутохтоне цивилизације су имале развијену технику обраде метала (злато, сребро, бронза, бакар, олово), међутим, ова знања су се ограничавала на израду религиозних, уметничких и симболичких објеката као и оруђа која су се користила свакодневно у домаћинству. Само Кечуе и Пурепечаси су производили оружје од бакра, који нису могли да се мере са челиком ни у оштрини ни у тврдоћи. Шлемови и оклопи од челика које су користили конкистадори су били веома битан фактор у личној одбрани. Међутим, префињена текстилна технологија које су развиле цивилизације са Анда и којом се постизало ткање од чак 200 нити по центиметру у вишеслојној структури је пружило домороцима могућност израде заштите од тканине које су на крају и сами Шпанци прихватили, одбацивши тешке металне оклопе.
Основно оружје домородаца са Анда је била такозвана онда (шп. honda), врста праћке направљене од тканине која се користила за бацање усијаног камења умотаног у памук и умоченог у катран. Користећи ово оружје, Кечуе су сравниле с земљом Куско 1536. који је тада био у рукама Шпанаца..
У почетку освајања, ватрено оружје, а нарочито аркебузе, оставиле су огроман утисак на домороце захваљујући буци коју су правиле при пуцању. Међутим, њихов војни ефекат је био веома оскудан, штавише, мачеви од гвожђа и челика као и ножеви и оклопи су се показали далеко ефектнијим у војном смислу. Зато су, када би освојили неки народ, Шпанци забрањивали потчињеним домороцима приступ оружју од гвожђа.
Животиње су биле још један војни фактор који је ишао у прилог конкистадорима. Коњ, осим тога што је у самом почетку као непозната животиња на америчком континенту остављао изузетан утисак на домороце, такође је омогућио Шпанцима брзо кретање и извођење брзих јуриша. Међутим, у планинским и шумовитим крајевима, Шпанци нису били у предности јер су народи Анда користили ламе и специјалне технике у изградњи путева и мостова адаптираних за овај тип терена. Касније су неки аутохтони народи, нарочито у Северној Америци и Патагонији, прихватили коња и развили невероватне вештине у јахању и технике у припитомљавању дивљих коња, много савршенијих од оних које су имали Шпанци, што се претворило у важан фактор у корист домородаца у њиховој борби против конкистадора.
Шпанци су такође користили и псе за потрагу и напад на домороце и робове у шумама и планинама.
Начин ратовања које су практиковали Шпанци као код већине Европљана, био је много крвавији и подразумевао је много више војника него што су то аутохтони народи били навикнути да користе. Оружје од челика и гвожђа је наносило много видљивије ране него отровне стреле. Осим тога, многи народи нису уопште имали обичај да убијају противнике на бојном пољу, већ су их заробљавали и касније користили у ритуалима приношења жртви. На тај начин су избегавали да жртвују припаднике сопственог племена.
Међутим, убедљиво одлучујући фактор у поразу и нестанку америчких цивилизација су биле болести које нису до тада постојале на америчком континенту и за које амерички народи нису имали одговарајућа антитела. Северноамерички истраживач, Добинс, израчунао је да је 95% укупног становништва Америке умрло у првих 130 година након доласка Колумба. С друге стране, Кук и Борак са универзитета у Берклију су утврдили да се укупно становништво Мексика смањило са 25,2 милиона 1518. године на 700.000 1623, што значи на мање од 3% од укупног становништва 1518. године. Ради поређења, занимљиво је навести да 1492. године укупан број становника у Шпанији и Португалу заједно није прелазио 10 милиона.
Несумњива је чињеница да је демографски колапс аутохтоног становништва Америке био основни узрок њиховог војног пораза. Стивен Кац сматра да се ради о највећој демографској пропасти у историји света.
Историчар Чарлс Ман каже да Шпанија „не би победила Астечко царство да (...) Теночтитлан није био покошен богињама у истој пандемији која је касније опустошила и Тавантисују(...) Велики град је изгубио најмање трећину становника захваљујући епидемији(...).“
Нешто слично се десило и са царством Инка, које је освојио Франсиско Пизаро 1531. године. Прва епидемија богиња је била 1529. године која је покосила између осталих и самог цара, Атауалпиног оца. Нове епидемије богиња су се појавиле 1533, 1535, 1558. и 1565. као и епидемија тифуса 1546, грипа 1558, дифтерије 1614. и рубеоле 1618. Добинс је проценио да је око 90% становништва царства Инка умрло у тим епидемијама.

## Порази конкистадора
Иако су конкистадори поседовали супериорну војну технологију, нису сви њихови походи били успешни. Више домородачких народа је успевало да се успешно одупре освајању и каснијој колонизацији. У главним цртама, главнина америчког континента је остала у рукама аутохтоних култура између XVI и 18. века. Народи који су успели да очувају аутономију и контролу над својим територијама су:
- Мапуче, Хет и Танкел, које конкистадори никад нису успели да потчине, тако да су били присиљени да поставе границу са њиховим територијама која се налазила у централној зони Чилеа и на југу Аргентине; у рукама народа Мапуче су остале територије великог дела на југу Чилеа и скоро цела територија региона под пампом као и Патагонија. Ове територије су постале део држава Чиле и Аргентина тек након што су ове земље извојевале независност од шпанске круне, те су одлучиле да освоје ове земље и припоје их новонасталим државама.
- Аутохтоне културе Гран Чако, Луле-Вилелас, Чане, Гвана, Аравак, Чиригвано, Гварани, Матако, Мака.
- Домородачки народи Бени и у племена у долини Амазона.
- Домородачки народи у Северној Америци.

## Дебата о могућем геноциду и уништењу аутохтоних култура и постојању „црне легенде“
Аутохтони народи Америке скоро једногласно сматрају да су европски конкистадори и колонизатори извршили један од највећих геноцида у историји и да су намерно уништили на стотине аутохтоних култура.
Већ у 16. веку, мексички мислиоци, као Алва Ичтлилчочитл (шп. Alva Ixtlilxóchitl) осуђује окрутност Шпанаца следећим речима: 
Тог дана (када је град био освојен), учинише једно од највећих окрутности икада учињених над несрећним Мексиканцима у овој земљи. Плач жена и деце је био толики да су се ломила срца мушкараца.
У другом мексичком тексту, Кодексу из Фиренце, се наводи:
Све узеше, начинише се господарима свега, отеше све као да је њихово, као да им је то суђено. Затим почеше да скидају злато, и када га скинуше, сакупише све што остаде, сакупише га на сред дворишта, у саму средину дворишта: све беше фино перје.
О моралној подлози освајања се расправљало и у Европи. У XVI веку, доминикански свештеник Бартоломе де лас Касас је бранио аутохтоне народе од експлоатације којој су их подвргавали конкистадори и детаљно је описивао њихове окрутности. Његово дело Кратко извешће о уништењу Индијанаца (шп. Brevísima relación de la destrucción de las Indias) довело је до стварања Нових закона који су имали за циљ заштиту права домородачког становништва Америке од конкистадора и намесника.
Године 1615. Фелипе Гваман Пома де Ајала (шп. Felipe Guamán Poma de Ayala) је послао краљу Шпаније извештај од 1200 страна под насловом Прва нова хроника и добра влада (шп. La primera nueva crónica y el buen gobierno). Гваман је припадао старом племству Инка и под старе дане се кајао зато што је помогао конкистадорима у освајању сопственог народа, и зато је писао краљу Шпаније са циљем да га извести о свим постојећим проблемима. Његова хроника се састоји од историје Инка, шпанско освајање и злостављање којем су били изложени Индијанци од стране конкистадора. Књига је била изгубљена до 1908. године када се појавила у једној приватној књижари Краљевске данске куће.
Уопште шпанске власти су се сурово обрачунавале са сваким обликом побуне и одбране која би дошла од стане домородачког становништва. Кауполикан, краљ Мапуче који је био вођа отпора против шпанске инвазије, био је осуђен на смрт набијањем на колац Тупак Амару II, лидер устанка Инка 1780. године је прво био присиљен да присуствује мучењу и погубљењу своје жене и сина, да би касније и он сам, након што су му одсекли језик, био је погубљен на најзверскији начин - био је везан за репове четири коња како би га рашчеречили, али на крају су морале да се употребе секире.
Приче о понашању шпанских конкистадора су биле искоришћене од стране европских велесила - ривала Шпаније, које су истицале окрутност Шпанаца. Неки историчари и политичари, углавном Шпанци, негирали су да су се те суровости уопште десиле, и подржавали су теорију завере у циљу стварања "шпанске црне легенде".
У лето 1550. у Ваљадолиду се одржала расправа на краљевском савету. Хуманиста и аристотеловски просветитељ Хуан Хинес де Сепулведа (шп. Juan Ginés de Sepúlveda) је тврдио да су "Индијанци по природи створени да буду робови", који, према дефиницији Аристотела, "су нечовечни варвари који мисле да је највећи дар који могу понудити богу људско срце." Чак ни њихова бриљантна уметност, скулптуре и архитектура, за Сепулведу нису били доказ постојања цивилизације, јер "ни пчеле ни пауци не стварају дела која човек не може да имитира."
Доминиканац Бартоломео де лас Касас, бранилац права домородаца, донео је на савет подебљи извештај из прве руке, необориви доказ о окрутном понашању конкистадора. Своју елоквентну одбрану америчких домородаца завршио је искреним узвиком: „Сви смо ми људи!". Међутим, де лас Касас је ипак прихватао ропство људи и жена из Африке као легитимну и природну чињеницу.
Краљ Шпаније, Карло V је на основу излагања лас Касаса одмах обуставио Конкисту и наредио истрагу изнетих оптужби. Убрзо је донет Нов закон по ком домороци не смеју бити робови, сва имања су одузета званичницима и стављена под директну управу Круне.

## Познати конкистадори
- Ернан Кортес (шп. Hernán Cortés), (Мексико, 1518-1522, Хондурас, 1524, Доња Калифорнија, 1532-1536)
- Франсиско Пизаро, (Перу, 1509-1535)
- Франсиско Васкез де Коронадо (шп. Francisco Vásquez de Coronado), (САД, 1540-1542)
- Дијего де Алмагро (шп. Diego de Almagro), (Перу, 1524-1535, Чиле, 1535-1537)
- Васко Нуњез де Балбоа (шп. Vasco Núñez de Balboa), (Панама, 1510-1519)
- Висенте Јањез Пинзон (шп. Vicente Yáñez Pinzón), (Порторико, 1505-1508)
- Мартин Алонсо Пинзон (шп. Martin Alonzo Pinzón) (капитен брода Пинта)
- Хуан Понсе де Леон (шп. Juan Ponce de León) (Порторико, 1508, Флорида, 1513 y 1521)
- Педро де Алварадо (шп. Pedro de Alvarado), (Мексико, 1519-1521, Гватемала, 1523 -1527, Перу, 1533-1535, Мексико, 1540-1541)
- Алвар Нуњез Кабеза де Вака (шп. Álvar Núñez Cabeza de Vaca), (САД, 1527-1536, 1540-1542)
- Лукас Васкез де Ајљон (шп. Lucas Vázquez de Ayllón), (САД, 1524-1527)
- Сабастијан де Белалказар (шп. Sebastián de Belalcázar), (Еквадор и Колумбија, 1533-1536)
- Гонзало Пизаро, (Перу, 1532-1542)
- Хуан Пизаро, (Перу, 1532-1536)
- Франсиско Ернандез де Кордоба (шп. Francisco Hernández de Córdoba), (Јукатан, 1517)
- Мартин де Гојти (шп. Martin de Goiti), (Манила, Филипини, 1570-1571)
- Ернандо Пизаро, (Перу, 1532-1560)
- Хуан де Грихалва (шп. Juan de Grijalva), (Јукатан, 1518)
- Гонзало Хименез де Кесада (шп. Gonzalo Jiménez de Quesada), (Колумбија, 1536-1537, Венецуела, 1569-1572)
- Мигел Лопез де Легаспи (шп. Miguel López de Legazpi), (Филипини, 1565-1571)
- Франсиско де Монтехо (шп. Francisco de Montejo), (Јукатан, 1527-1546)
- Хуан де Салседо (шп. Juan de Salcedo), (Северни Филипини, 1570-1576)
- Николас де Федерман (шп. Nicolas de Federman), (Венецуела и Колумбија, 1537-1539).
- Панфило де Нарваез (шп. Pánfilo de Narváez), (Флорида, 1527-1528)
- Дијего де Никеса (шп. Diego de Nicuesa), (Panamá, 1506-1511)
- Кристобал де Олид (шп. Cristóbal de Olid), (Мексико, Хондурас, 1523-1524)
- Франсиско де Орељана (шп. Francisco de Orellana), (Амазон, 1541-1543)
- Алонсо дел Кастиљо Малдонадо (шп. Alonso del Castillo Maldonado) (Нарваезова експедиција, 1527 – 1528)
- Ернандо де Сото (шп. Hernando de Soto), (САД, река Мисисипи, 1539-1542)
- Инес Суарез (шп. Inés de Suárez), (Чиле, 1541)
- Мартин де Урсуа (шп. Martín de Ursua), (Петен, регион у Гватемали, 1696-1697)
- Педро де Валдивија (шп. Pedro de Valdivia), (Чиле, 1540-1552)
- Дијего Веласкез де Куељар (шп. Diego Velázquez de Cuéllar), (Куба, 1511-1519)
- Педро Менендез де Авилес (шп. Pedro Menéndez de Avilés), (Флорида, 1565 - 1567)
- Алонсо Давила (шп. Alonso Dávila), (Мексико, 1520-1533)